# ダ川

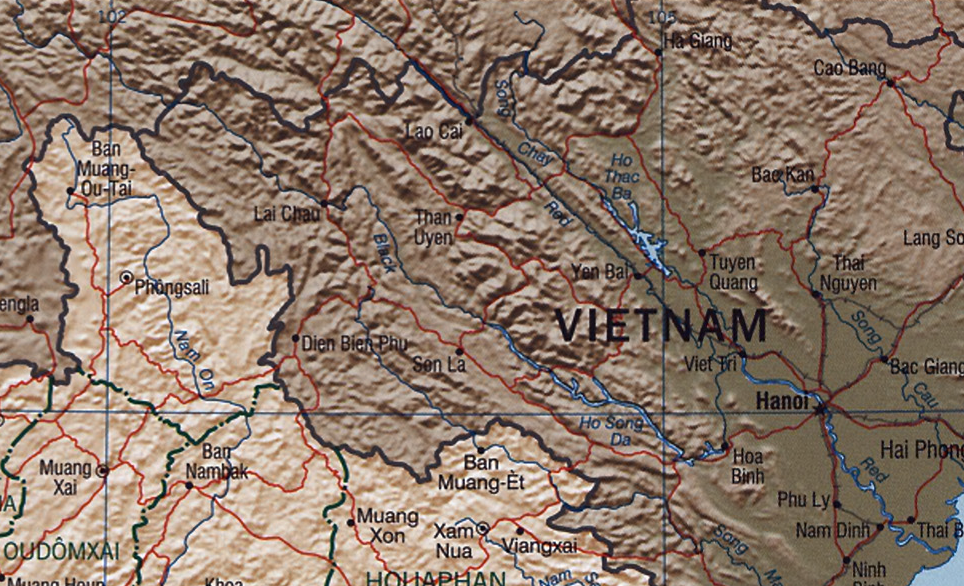
ベトナム北西部の地図。ダ川は、この図の左上（北西）の角から右下（南東）へ流れ、次いで北上して紅河に合流する。

ダ川（ダがわ）、ないし、ダー川（ダーがわ、ベトナム語: Sông Đà / 瀧沱）は、中国からベトナム北西部を流れる河川で、名称はベトナム語で「暗い茶色」を意味する「đà」に由来し、中国領内を流れる区間は李仙江と称される。黒河と称される場合もある。

## 流路

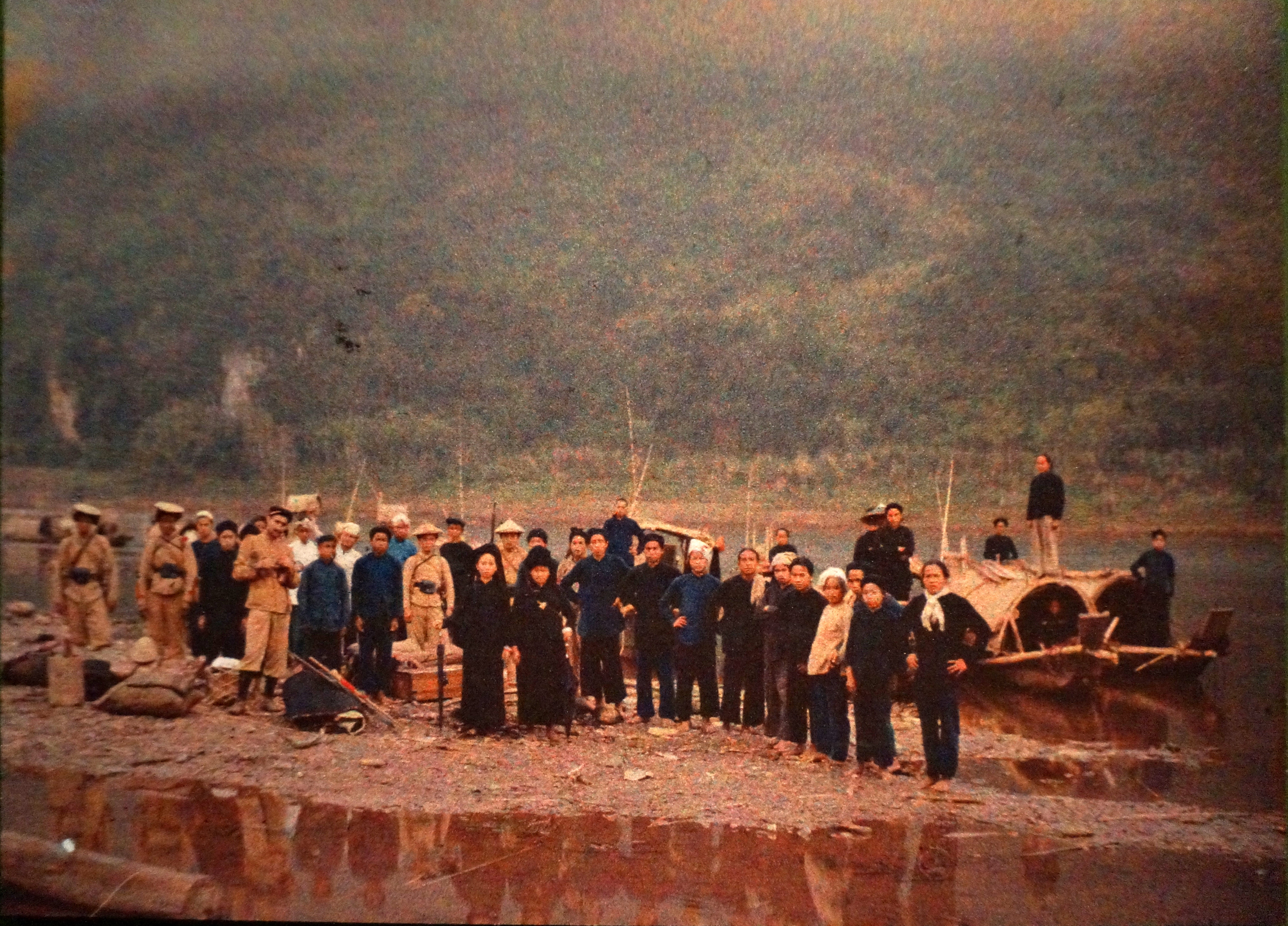
ダー川の護送船。チョー・ボ（Cho bo）。1916年

水源は、中国の雲南省である。中国からベトナムに入り、ライチャウ省を流れて一部はディエンビエン省との境界を画し、さらに、ソンラ省、ホアビン省を流れる。
ダ川は、フート省ヴィエットチー付近のタムノン県で合流する紅河（ホン川）にとって、最も重要な支流である。また、ダ川の一部は、フート省とハノイ（かつてであれば旧ハタイ省）との境界となっている。
ダ川の全長はおよそ980kmに及び、そのうちおよそ540kmがベトナム領内を流れている。

## 水力発電
ダ川では、相当量の水力発電が行われている。
中国側では、7基のダムが計画され、そのうち崖羊山ダム、石門坎ダム、龍馬ダム、居甫渡ダム、戈蘭灘ダム、土卡河ダムの6基が完成している。新平寨ダム (Xinpingzhai Dam) は、計画段階にとどまっている。これら一連のダムの水力発電による発電出力は、合わせておよそ 1,300 メガワットに相当する。
ベトナム側では、2基の大規模な水力発電施設がダ川に設けられている。このうちホアビンダムは、1994年に完成した。ソンラダムは、2012年に完成し、東南アジア最大の発電出力をもつ施設となった。2011年1月5日には、ライチャウ省ムオンテ県で、ライチャウダムの建設が開始された。これら3基の発電出力は、合わせて 5,520 メガワットになる。